# Neolitsea villosa
Neolitsea villosa (Blume) Merr. – gatunek rośliny z rodziny wawrzynowatych (Lauraceae Juss.). Występuje naturalnie na Tajwanie. 

## Morfologia
PokrójZimozielone drzewo. Młode gałązki mają brązowożółtawą barwę i są owłosione.
LiścieUlistnienie jest naprzemianległe, niemal okółkowe, przy czym liście często są skupione na końcach gałęzi. Blaszka liściowa jest owłosiona od spodu i ma kształt od owalnego do podługowatego. Mierzy 8–20 cm długości oraz 3–4,5 cm szerokości. Ogonek liściowy jest gęsto owłosiony i ma 8–12 mm długości.
OwoceMają elispoidalny kształt i osiągają 12 mm średnicy.

## Biologia i ekologia
Rośnie w lasach. Owoce dojrzewają od czerwca do lipca. 